# Sonnenuhren von Ai Khanoum

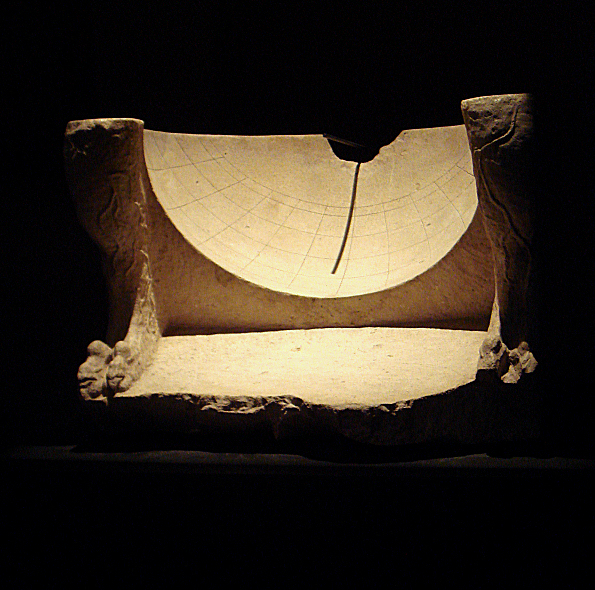
Abgeschnittene Skaphe, mit Nodus (Spitze eines verloren gegangenen waagerechten Stabes), Nationalmuseum Kabul

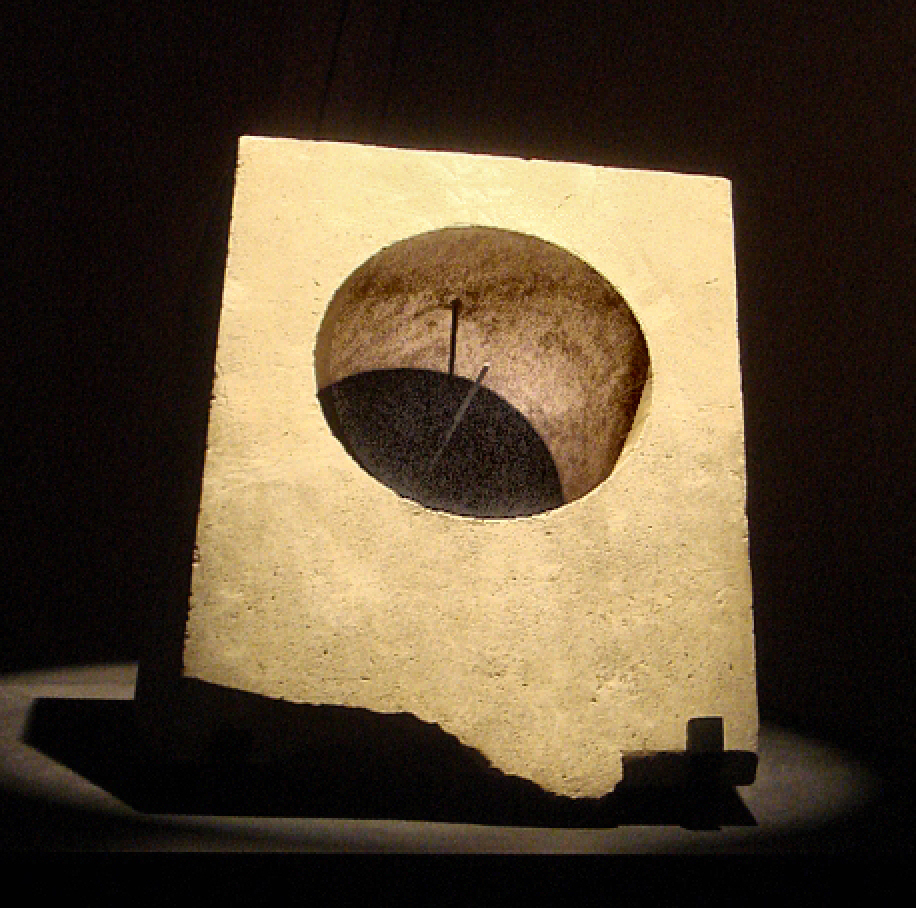
Zylindrische Äquatorial-Sonnenuhr, Nationalmuseum Kabul

Die Sonnenuhren aus Ai Khanoum sind zwei hellenistische Instrumente zur Zeitbestimmung, die sich im Nationalmuseum Kabul befinden. Sie wurden 1975 bei Ausgrabungen unter Leitung von Paul Bernard im Gymnasion der griechisch-baktrischen Stadt Ai Khanoum im Norden des heutigen Afghanistan gefunden. Den griechischen Siedlern von Ai Khanoum gab das Gymnasion die Möglichkeit, ihr gewohntes sportlich-militärisches Training wie auch ihre geistige Bildung fortzusetzen und die Hellenisierung der Region zu unterstützen.
Die punktschattenwerfende Anzeigevorrichtung (in der Regel eine Gnomon-Spitze) an beiden Sonnenuhren war verlorengegangen.

## Skaphe
Nationalmuseum Kabul: Inv. Nr. 5-33-8
Bei der Skaphe handelt es sich um einen auch sonst mehrfach bezeugten Typ der antiken Sonnenuhr. Sie besteht wie die meisten antiken Exemplare aus einem Stein (hier feinkörniger Kalkstein), aus dem ein Stück einer Hohlkugel herausgemeißelt ist. Ihre Maße sind: 37,3 cm hoch, 52 cm breit, 45,8 cm tief. Die Seitenwände sind als geschwungene Löwenbeine ausgeführt; das Objekt ähnelt einem Thronsitz. In der Hohlkugel befindet sich die Stunden- (11 Linien) und die Tagesskala (sieben Linien). Der Gnomon, dessen Spitze als Schattenwerfer diente und sich im Kugelmittelpunkt befand, war wohl wie üblich horizontal eingebaut.
Diese Sonnenuhr war in der Mitte des 2. Jahrhunderts v. Chr. in Gebrauch, also in der letzten Siedlungsphase von Ai Khanoum, kann aber älter sein.

## Äquatorial-Sonnenuhr
Nationalmuseum Kabul: Inv. Nr. 4-33-81
Die zweite Sonnenuhr ist ein Unikat. Es gibt keine zweite bekannte Ausführung ihrer Art. Sie stammt aus dem 2. bis 4. Jahrhundert v. Chr. und ist ein aus einer 15 cm dicken Kalksteinplatte gefertigter Quader mit 45 cm Höhe und 35 cm Breite. Im oberen Teil befindet sich eine Bohrung mit 22 cm Durchmesser. Deren hohlzylindrische Fläche dient als Zifferblatt einer zylindrischen Äquatorialsonnenuhr. Es handelt sich um eine Doppeluhr mit je einer Gruppe aus 13 kurzen, von den Bohrungsenden ausgehenden Stundenlinien. Diese Gruppen gelten je für das halbe Jahr zwischen zwei Tagundnachtgleichen. Nur die beiden mittleren (siebten) Linien fluchten miteinander, bilden eine von Seite zu Seite durchgehende Linie.
Bei einer am Ort mit der geographischen Breite φ aufgestellten Zylindrischen Sonnenuhr weicht die Achse ihres Zylinders um φ von der Waagerechten ab. Bei der vorliegenden Sonnenuhr wurde ihr quaderförmiger Grundkörper an der Unterseite entsprechend abgeschrägt. Der Kantenwinkel beträgt dort 53° bzw. 127°, was der geographischen Breite 37° von Ai Khanoum in etwa entspricht (90°-53° = 37° bzw. 127°-90° = 37°).
Die Linien beidseits der mittleren (zur Zylinderachse parallelen) Linie haben jeweils am Anfang 15° Abstand voneinander. Untereinander sind sie nicht parallel, sondern der gegenseitige Abstand der vorderen Linien (Sommerhalbjahr) wird gegen innen kleiner, der der hinteren (Winterhalbjahr) größer. Diese 13 und auf einer Zylindersonnenuhr derart gestalteten Stundenlinien sind für die Anzeige der damals gebrauchten 12 Temporalstunden des lichten Tages erforderlich. Auf ihnen zeigt der Sonnenschatten je eines punktförmigen Schattenwerfers (Nodus) die übers Jahr verschieden langen Temporalstunden an. Die Nodi wären die mit der Vorder- und der Rückseite des Steinblocks fluchtenden beiden Spitzen eines in der Achse der Bohrung positionierten Stabes gewesen. Die jeweils ersten und letzten Linien der beiden Liniengruppen müssen zum Horizont parallel sein, weil der Ort des Sonnenauf- und -untergangs der Horizont ist. Die vom Nodusschatten erzeugte Stundenlinie ist ein (180° verdrehtes) Bild des Horizontes. In der vorliegenden Sonnenuhr sind diese Linien aber nach hinten etwa 13,5° fallend. Deshalb muss angenommen werden, dass die Uhr nicht für Ai Khanoum angefertigt, sondern später dorthin gebracht, wobei nur die Fußfläche nachbearbeitet worden war. Der dabei entstandene Anzeigefehler wurde möglicherweise nicht bemerkt. Als ursprünglich vorgesehener Aufstellort wird das Mündungsgebiet des Indus mit dem antiken Ort Pattala (φ = 23,5°) angenommen. Die griechische Besiedlung begann hier und blieb stärker als in der Umgebung.
Diese Sonnenuhr wurde als eines der herausragenden Objekte des Museums Kabul auf der Wanderausstellung „Afghanistan – Gerettete Schätze“ in verschiedenen Museen Europas und der USA gezeigt, im Sommer und im Herbst 2010 in der Bundeskunsthalle in Bonn. Dabei war ein Modell dieser Äquatorial-Sonnenuhr auf dem Dach der Bundeskunsthalle zu besichtigen.

## Anmerkung
1. ↑  Es handelt sich um eine zylindrische Äquatorialsonnenuhr mit der Besonderheit, eine volle Zylinderfläche als Zifferblatt zu haben. Bei modernen solchen Sonnenuhren ist in der Regel der obere Teil des Zylinders abgeschnitten (vgl. dieses Exemplar), so dass bei Ausführung mit Nodus ein einziger solcher Schattenwerfer genügt. Beim antiken Vorgänger waren zwei Nodi erforderlich. Zudem ist eine solche Sonnenuhr aus fast jeder Richtung ablesbar, was bei Letzterem nicht der Fall war.
2. ↑  Da in dieser Rekonstruktion die beiden Nodi mit den Enden desjenigen Stabes gebildet werden, der die kürzeste Verbindung dieser beiden Punkte ist und wie ein Polstab zum Himmelspol zeigt, wurde in unseriöser Folgeliteratur die Fehldeutung verbreitet, dass ein Polstab vorliege, und dass mit diesem die temporalen Stunden angezeigt worden seien. Dieser Stab hätte somit schon etwa 1½ Jahrtausend früher existiert, als er überhaupt anwendbar gewesen wäre, nämlich für die Anzeige von äquinoktialen Stunden. Er wäre für etwas gebraucht worden, wofür er prinzipiell nicht brauchbar ist, nämlich für die Anzeige der temporalen Stunden. Die äquinoktialen Stunden kamen erstmals im 13. Jahrhundert n. Chr. in Gebrauch. Sie lassen sich zwar auch mit einem Nodus-Schatten anzeigen, aber die Anzeige mit Polstab-Schatten ist bequemer ablesbar. Das anzeigende Kriterium eines Polstab-Schattens ist nämlich die Richtung einer Linie, in die sie aus einem gleichbleibenden Ausgangspunkt heraustritt. Beim Nodus sind es die zwei Koordinaten eines Punktes auf der Zifferblattfläche.